# Stefan Hesse (Prähistoriker)
Stefan Hesse (* 1969) ist ein deutscher Prähistorischer Archäologe. Er gehört dem Verband der Landesarchäologen an.

## Leben
Stefan Hesse studierte Ur- und Frühgeschichte, Volkskunde und Anthropologie an der Universität Göttingen, wo er im Jahr 2000 bei Hans-Georg Stephan und Dietrich Denecke promovierte. Seine Dissertation hatte die mittelalterliche Siedlung Vriemeensen zum Thema. Von 2000 bis 2003 war Hesse zunächst Volontär und dann wissenschaftlicher Mitarbeiter am Niedersächsischen Landesamt für Denkmalpflege in Hannover. Seit 2003 ist er Kreisarchäologe im Landkreis Rotenburg (Wümme).

## Mitgliedschaften und Ehrenämter
- Verband der Landesarchäologen (Kommission „Archäologie und Informationssysteme“)
- Archäologische Kommission für Niedersachsen (Hauptausschuss und Arbeitsgruppen „Langzeitarchivierung“ sowie „Zertifizierung von Sondengängern“)
- Archäologische Gesellschaft im Landkreis Rotenburg (Wümme) (Geschäftsführer und Beisitzer)
- Stiftung Bachmann-Museum Bremervörde (Vorstandsvorsitzender)
- Landschaftsverband Stade (Vorstandsmitglied)
- Nordwestdeutscher Verband für Altertumsforschung (Schriftführer)
- Freunde des Archivs für Heimatforschung (Vorstandsmitglied)
- Heimatbund Rotenburg (Vorstandsmitglied 2006–2008)
- Stiftung Lager Sandbostel (Wissenschaftlicher Beirat)
- Deutsche Gesellschaft für Ur- und Frühgeschichte
- Deutsche Gesellschaft für Archäologie des Mittelalters und der Neuzeit
- Historischer Verein für Niedersachsen
- Museumsverband für Niedersachsen und Bremen
- Niedersächsischer Landesverein für Urgeschichte
- Freundeskreis für Archäologie in Niedersachsen

## Veröffentlichungen (Auswahl)
- Ausgrabungen an der romanischen Wüstungskirche in Vriemeensen. Ein Vorbericht. in: Göttinger Jahrbuch 44, 1996, S. 7–14.
- Die Herren von Meensen und ihr Dorf. in: Archäologie in Niedersachsen 3., Oldenburg 2000, S. 157–160.
- mit Hans-Wilhelm Heine, Frank Thiemann: Burgenvermessung – das Beispiel Brackenburg bei Meensen (Ldkr. Göttingen). in: Mamoun Fansa, Frank Both, Henning Haßmann (Hrsg.): ArchäologieLandNiedersachsen. 25 Jahre Denkmalschutzgesetz – 400 000 Jahre Geschichte. Archäologische Mitteilungen aus Nordwestdeutschland, Beiheft 42. Stuttgart 2004, S. 565–567.
- Vom Prestigeobjekt zur Massenware. Mittelalterliche Ziegelherstellung in Niedersachsen. in: Archäologie in Niedersachsen 8, 2005, S. 75–78.
- Räder, Wagen und Wege im Moor. Funde aus dem Teufelsmoor zwischen Gnarrenburg und Karlshöfen. in: Archäologie in Niedersachsen 11, 2008, S. 37–39.
- Clüversborstel. Eine Burganlage im Wandel der Wehrtechnik. in: Archäologie in Niedersachsen 17, 2014, S. 107–109.
- Unerwartete Einblicke. Neue Befunde zur Frühgeschichte von Stadt und Kloster Zeven!? in: Archäologie in Niedersachsen 21, 2018, S. 118–120.

Herausgeberschaften
- Archäologische Berichte des Landkreises Rotenburg (Wümme) seit 2004
- Schriften des Bachmann-Museums Bremervörde seit 2011
- Kleine Schriften des Bachmann-Museums Bremervörde seit 2013
- mit Tobias Gärtner, Sonja König (Hrsg.) 2015: Von der Weser in die Welt. Festschrift für Hans-Georg Stephan zum 65. Geburtstag. in: Alteuropäische Forschungen N. F. 7., Langenweißbach, 2015.

## Auszeichnungen
- 2006: Eduard-Anthes-Preis für die Erforschung der mittelalterlichen Siedlung Vriemeensen im Rahmen der südniedersächsischen Wüstungsforschung unter besonderer Berücksichtigung der Problematik von Kleinadelssitzen